# 케이시 피츠랜돌프
케이시 피츠랜돌프(영어: Casey J. FitzRandolph, 1975년 1월 21일~)는 미국의 남자 스피드 스케이팅 선수이다.